# Плевня (дем Просечен)
 Тази статия е за селото в Гърция.  За селскостопанската постройка вижте Плевня.  
Плѐвня или Пля̀вня, Плѐвна, Пля̀вне (изписване до 1945 година: Плѣвня; на гръцки: Πετρούσσα, Πετρούσα, Петруса, до 1927 година Πλεύνα, Плевна) е село в Гърция, дем Просечен на област Източна Македония и Тракия.

## География
Селото се намира на 270 m надморска височина, на 15 километра северозападно от град Драма, в подножието на Боздаг, на река Суходолица (Сушица), ляв приток на Панега.

## История

### Етимология
Според Йордан Н. Иванов името произхожда от плевня, паянтова сграда за храна на добитъка, от плява, старобългарското плѣва. Жителското име е пля̀внен, пля̀вненка, пля̀внене.

### Средновековие
Северно от Плевня е средновековната крепост Кале.

### В Османската империя
Църквата „Света Богородица“ в Плевня е построена при владичестването на митрополит Атанасий III Драмски (1842 – 1852).
Александър Синве (Les Grecs de l’Empire Ottoman. Etude Statistique et Ethnographique), който се основава на гръцки данни, в 1878 година пише, че в Плевна (Plevna) живеят 240 гърци.
През 1870 година в селото е открито новобългарско училище с първи учител Стоян Джансъзов. По същото време е учредено и българско читалище в селото. В Плевня от 1876 година работи и гръцко училище. През декември 1879 година вестник „Марица“ публикува дописка от селото, в която се казва, че село Плевня, което се състояло от 320 къщи български през 1868 година било заменило в училището и църквата гръцкия език с български. Тоя пример пробудил и съседните села Волак, Просечен и други. Още преди Руско-турската война Йоаникий Драмски повежда война срещу това българско движение, а неговият наследник Герман III Драмски я продължава. Арестувани са учителят Христо Гергизов Чокалиев и българският доктор Димитър Шопов, който и по време на войната прекарва две години в затвора. Арестуван е и просеченският учител Георги Иванов.
В 1891 година Георги Стрезов пише за селото:
| „ | Плевня, на СИ от Просочен 1 час. Разположено е до една суходолица, приток от Панега, при подножията на Боздаг. Околността равно поле, в което расте най-много пшеница и тютюн. От две години насам почнали да сеят и афион. Българска църква „Света Богородица“ и гъркоманска „Св. Атанас“. Девическо и мъжко бълг. училище с 1 учител, 1 учителка и 70 ученика и ученички. Около 400 къщи само българе. | “ |

В 1893 година Атанас Шопов пише за Плевня:
| „ | Много по-уредено [от Просечен] в църковно-училищно и общинско отношение е селото Плевня, дето гъркоманите са няколко само единици, заинтересовани по един или друг начин от агентите на силогосите да не изповядват открито народността си; българите в това село си имат двоица млади и родолюбиви свещеници, които поддържат духа на простите християни. | “ |

В края на XIX век Васил Кънчов пише, че селото има 340 къщи българи с 1800 жители, от които 64 къщи гъркомани. Според статистиката на Кънчов („Македония. Етнография и статистика“) към 1900 година Плѣвня (Плевна) е село в Драмска каза и брои 2140 жители българи и 12 цигани. Кънчов пише за селото:
| „ | [Плевня] лежи на каменисто място... Къщята големи двускатни, както пиринските в Неврокопско. В долния кат припаси и добътък, в горния има две стаички и пруст. Отоплява се чрез кумин. Има няколко чешми с малко вода от един стар водопровод, който идва от далечно място. Селото ще е поставено на старо място. Остатки от една стара църква... които показват, че е била нещо повече от обикновена църквица. Мраморни стълбове, хубави основи... Облеклото: сини гащи, елек напред закопчан от памучна аладжа. Горно фермене. Фес. Поминък: селото Плевня доскоро е работило пшеница като главен поминък. Сега тютюнът всяка година се увеличава. По-гладни години [са изкарвали] 12 – 15 х[иляди] оки... Кираджилък. Има само мулета и магарета. Рядко конье. Хранят се много бедно като навсякъде. Главната храта е хлеб и фасул. Борба с бобилечане за гората. Селото стои височко по образованието си. От 1869 г. има българско училище. Отдавна са се отделили 40 – 50 къщи патриаршисти с 1 църква. Живят помежду си мирно и тихо двете партии: гърк[оманите имат] един поп, ек[зархистите] – 3 попа и хубава църквица „Св. Богородица“. Училището е добро – едно широко здание с две малки стаички. | “ |

По данни на секретаря на Българската екзархия Димитър Мишев („La Macédoine et sa Population Chrétienne“) в 1905 година в Плевня (Plevnia) има 1920 българи екзархисти и 784 българи патриаршисти гъркомани и работят българско училище с 3 учители и 135 ученици и гръцко училище с 2 учители и 50 учевици.
Гръцка статистика от 1906 година показва 418 къщи и 2304 жители, от които 640 „българогласни гърци“, тоест гъркомани патриаршисти, 233 турци и 1431 българи.
На 6 юли 1906 година успоредно с атентати в Драма и Горенци трима терористи на ВМОРО – двама плевналии и Гино Атанасов от Шумен, извършват атентат над гръцкото кафене, седалище на гръцкия комитет в Плевня. Гино Атанасов убива 9 гърци, след което тримата се измъкват невредими от Плевня.
По време на Балканската война 19 души от Плевня се включват като доброволци в Македоно-одринското опълчение.

### В Гърция
По време на войната селото е освободено от български части, но след Междусъюзническата война в 1913 година селото попада в Гърция. Според гръцката статистика, през 1913 година в Плевня (Πλεύνα) живеят 2121 души.
В 1918 година селото има 600 къщи и 3000 души население, от които 80 гъркомански семейства, а според друг източник 1850 православни българи. След войните част насилствено, а част по силата на спогодбите за обмяна на население, жители на Плевня се изселват в България и са настанени в Неврокоп и района, Пловдив, Кричим, Пазарджик и на други места. Според Тодор Симовски официално са изселени само 4 души. В 20-те години на тяхно място са заселени 77 гърци бежанци. В 1928 година селото е смесено местно-бежанско със 17 бежански семейства с 65 жители. В 1927 година селото е прекръстено на Петруса.
Населението се занимава с отглеждане на тютюн, жито и други земеделски култури, както и със скотовъдство.
| Име                                             | Име           | Ново име           | Ново име            | Описание                                                                                              |
| ----------------------------------------------- | ------------- | ------------------ | ------------------- | --- |
| Белишки път                                     | Μπελίσκιποτ   | Аспродромос        | Άσπρόδρομος         | местност на Ю от Плевня и на И от Малък Семендрик                                                     |
| Арк                                             | Άρκ Αυλαξ     | Авлакс             | Αυλαξ               | канал на ЮИ от Плевня                                                                                 |
| Бенги                                           | Μπέγκι        | Хорафия Милопотаму | Χωράφια Μυλοποτάμου | |
| Бунар Баш                                       | Μπουνάρ Μπασί | Кефаловрисон       | Κεφαλόβρυσον        | карстов извор на ЮИ от Плевня, начало на река Османица                                                |
| Гармадища                                       | Γαρμάδιστα    | Петрохорафа        | Πετροχώραφα         | местност на ЮИ от Плевня                                                                              |
| Провища                                         | Πρόβιστα      | Проварма           | Πρόβαρμα            | местност на Ю от Плевня                                                                               |
| Драчовица                                       | Ντρατσιόβιτσα | Ангатотопос        | Άγκαθότοπος         | склон с ниви СЗ от Плевня по личното име Драчо, с топонимична наставка -ичовица, сравнимо с Драчевица |
| Марульово или Марулево или Марулива или Марулио | Μαρούλιβα     | Марулотопос        | Μαρουλότοπος        | ниви на ЮЗ от Плевня по личното име Марул < Маврул, сравнимо с Марулево                               |
| Капи                                            | Κάποι         | Акалиптон          | Άκάλυπτον           | местност на З от Плевня                                                                               |
| Кастища                                         | Κέστιτσα      | Агонон             | Άγονον              | местност на И от Плевня                                                                               |
| Буземе или Муземе                               | Μπουζέμε      | Монастири          | Μοναστήρι           | връх в Боздаг на СИ от Плевня (836,6 m)                                                               |
| Станга                                          | Στάγκα        | Ститома            | Στήθωμα             | връх в Боздаг на СЗ от Плевня (933 m)                                                                 |
| Играло                                          | Ίγράλο        | Ипсома Лукиди      | Ύψωμα Λουκίδη       | връх в Боздаг на СИ от Плевня                                                                         |
| Брус                                            | Μπρούς        | Лакос              | Λάκκος              | реката на Плевня (Сушица)                                                                             |

| Година    | 1913 | 1920 | 1928 | 1940 | 1951 | 1961 | 1971 | 1981 | 1991 | 2001 | 2011 | 2021 |
| --------- | ---- | ---- | ---- | ---- | ---- | ---- | ---- | ---- | ---- | ---- | ---- | ---- |
| Население | 2121 | 2210 | 2760 | 3636 | 2569 | 2697 | 1802 | 1819 | 1822 | 1900 | 1704 | 1523 |

## Личности
Родени в Плевня
- Алекси Чанов, български общественик, борец против гърцизма в Драмско
- Ангел Балабанов (Άγγελος Βαλαβάνης, Ангелос Валаванис), гръцки андартски деец, агент от втори ред, отговорник за шпионската мрежа за северната част на Драмско[31]
- Ангел Букорещлиев (1870 – 1950), български композитор
- Ангел Геников (Άγγελος Γενίκης, Ангелос Геникис), гръцки андартски деец, агент от трети ред, подчинен на Кавалския център[31]
- Андрей Букурещлиев (1857 – 1925), български офицер
- Андрей Гяуров (1854 – 1910), български просветен деец и историк
- Андрей М. Гяуров, български просветен деец, през учебната 1884-1885 година е учител в Казанлъшкото педагогоческо училище[32]
- Андрей Делипапазов (1890 – 1922), загинал при Неврокопската акция на ВМРО[33]
- Андрей Душкин (? - 1922), български революционер, убит от дейци на ВМРО при междуособиците в революционното движение[34]
- Анещи Узунов (1914 – 1943), комунистически партизанин
- Атанас Арменов, македоно-одрински опълченец, 35-годишен, земеделец, неграмотен, 1 рота на 14 воденска дружина[35]
- Атанас Душков (? – 1922), деец на БЗНС[36]
- Атанас Тернекчев (Αθανάσιος Τερνεκτσής, Атанасиос Тернекцис), гръцки андартски деец, агент от ІІІ ред, подчинен на Кавалския център[31]
- Атанас Тимев (1893 – ?), български революционер
- Атанас Ченгелев (1867 – 1938), български просветен деец
- Бонча Пекова Серафимова (1883 – след 1943), българска революционерка и просветна деятелка
- Георги Лаков, български революционер, четник на Тодор Паница, неврокопски околийски управител
- Георги Маринов (Γεώργιος Μαρινίδης, Георгиос Маринидис), гръцки андартски деец, агент от ІІІ ред, убит от българи през 1906[31]
- Димитър Волаклиев (Δημήτριος Βολακλής, Димитриос Волаклис), гръцки андартски деец, агент от ІІІ ред[31]
- Димитър Георгиев Митов (Матев), български военен деец, старши подофицер, загинал през Първата световна война[37]
- Димитър Шагаданов (1897 – 1944), български комунист
- Живко Ангелушев (1887 – 1979), американски лекар
- Живко Добрев (1873 – 1939), български дипломат
- Иван Абаджиев (1865 – след 1943), български революционер
- Иван Ангелов, македоно-одрински опълченец, 22 (24)-годишен, работник, ІV отделение, Кюстендилска дружина, 1 рота на 7 кумановска дружина[38]
- Иван Карлов, български офицер и политик
- Иван Тянев, в 1907 година влиза без изпит (тоест вероятно е завършил турска гимназия) в новооткритото юридическо училище Хукук мектеби в Солун[39]
- Кръстю Делипапазов, деец на ВМОРО и МФО
- Милтиади Калайджиев (Μιλτιάδης Καλαϊτζής, Милтидис Калайдзис), гръцки андартски деец, агент от ІІІ ред между 1903 – 1908 година, убива екзархийския български свещеник поп Иван Попиванов и кмета Бойчо Цанов[31]
- Мария Константинова (Костадинова) Добрева, по мъж Левова, завършила в 1888 година Солунската българска девическа гимназия,[40] българска учителка в Македония[41]
- Петър Балабанов (Πέτρος Βαλαβάνης, Петрос Валаванис), гръцки андартски деец, агент от ІІ ред, отговорник за доставките и придвижването на четите за северната част на Драмско[31]
- Пеко Серафимов, български революционер, деец на ВМОРО и четник на Гоце Делчев, убит от гръцките власти в 1913 година, роднина на българския възрожденец Печо Хаджиоглу[42]
- Печо Хаджиоглу, български общественик, борец против гърцизма в Драмско
- Сава Букурещлиев (? – 1876), български революционер, Ботев четник
- Тодор Котев (Θεόδωρος Κότιος, Теодорос Котиос), гръцки андартски деец, агент от ІІІ ред, шпионин за Кавалско[31]
- Яне (Ангел) Богатинов (1885 – ?), български революционер, деец на ВМОРО и ВМРО (обединена)

Починали в Плевня
- Йордже Дичев (1862 – 1902), български революционер

Свързани с Плевня
- Борис Ангелушев (1902 – 1966), виден български художник, по произход от Плевня
- Костадин Гяуров (1924 – 1994), български политик, по произход от Плевня
- Николай Гяуров (1929 – 2004), български оперен певец, по произход от Плевня
- Росен Плевнелиев (р. 1964), български политик потомък на преселници от Плевня, IV-ти президент на България от 2012 година и министър на регионалното развитие и благоустройството (2009 – 2011)[43]